# Ring of Honor
Ring of Honor (ROH) est une fédération indépendante de catch professionnel basée à Jacksonville aux États-Unis. Elle a été créée en 2002 par Rob Feinstein et Gabe Sapolsky. Jusqu’en 2011, la fédération était la propriété de Cary Silkin avant d’être vendue au Sinclair Broadcast Group en mai 2011 qui a ensuite été vendu à Tony Khan en mai 2022.
La ROH organise plusieurs shows par mois à travers le Midwest et la côte Est des États-Unis. Certains shows ont également lieu sur la côte Ouest, en Grande-Bretagne, au Japon et au Canada. Des représentations annuelles comme Anniversary Show(s), Death Before Dishonor, Glory by Honor et Final Battle (dernier show de l'année) sont organisées ainsi que des tournois tels Survival of the Fittest et Tag Wars.
La ROH enregistre chacune de ses représentations en DVD qu'elle vend via son magasin en ligne, ce qui a permis l’essor de la Ring of Honor en Amérique mais aussi à travers le monde. En 2009, la ROH a signé un contrat télé avec HDNet qui diffusait sur son antenne un show hebdomadaire appelé Ring of Honor Wrestling. Ce show fut diffusé en France sur MCM en 2010-2011. À la suite de son rachat par Sinclair Broadcast Group, la fédération a obtenu une nouvelle exposition télévisuelle en septembre 2011. En 2015, elle est diffusée pendant quelques semaines sur l'Equipe 21.
La ROH est aussi diffusée au Canada sur The Fight Network, au Japon sur Samurai TV mais fut aussi diffusée sur TWC Fight! au Royaume-Uni et en Irlande jusqu'à la fermeture de la chaîne en 2008. Certains shows sont également disponibles en direct sur Internet via un système de paiement à la séance sur le site officiel de la fédération.
En 2008, la Ring of Honor fait une apparition dans le film de Darren Aronofsky intitulé The Wrestler. La rencontre finale entre Randy « The Ram » Robinson (interprété par Mickey Rourke) et The Ayatollah (interprété par Ernest « The Cat » Miller) prend place dans un show de la ROH. Plusieurs lutteurs, incluant Nigel McGuinness, Claudio Castagnoli et Bobby Dempsey, apparaissent dans le film.
À partir de 2011, grâce à ses expositions télévisuelles et sa présence en PPV, la ROH était considérée comme la troisième plus importante fédération de catch des États-Unis (derrière la WWE et Impact Wrestling, cette dernière était anciennement connue sous le nom de TNA).

## Histoire

### 2001-2004: Création de la fédération
En avril 2001, la société RF Video (spécialisée dans l’édition et la distribution de VHS de catch) voulait créer une nouvelle fédération à la suite de la fermeture de sa principale cliente, la Extreme Championship Wrestling (ECW). À cette époque-là, RF Video vendait également les VHS de promotions moins connues via son catalogue et son site web. Le propriétaire de RF Video, Rob Feinstein, décide de poursuivre sa route en créant sa propre fédération dont les DVD et VHS se vendront exclusivement à travers sa société.

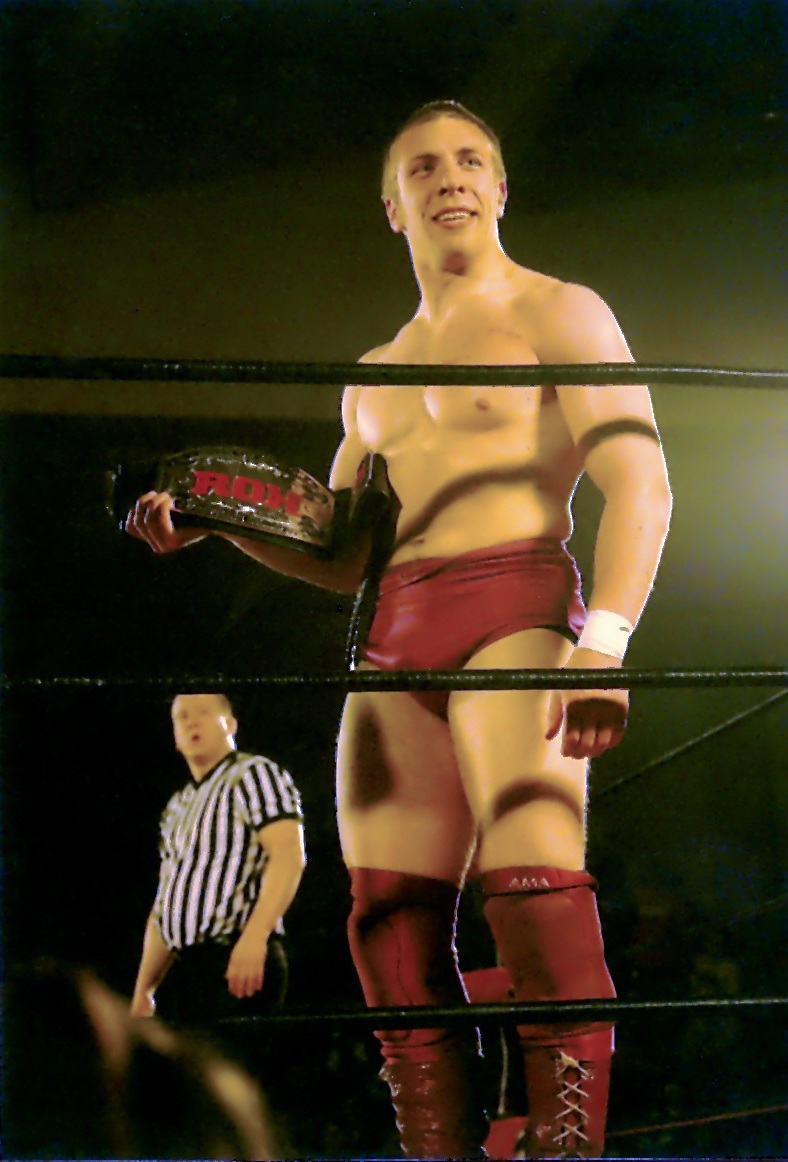
Bryan Danielson, l'un des « pères fondateurs » de la Ring of Honor, en tant que ROH World Champion en 2007.

Le premier show, The Era of Honor Begins, eut lieu le 23 février 2002 à Philadelphie en Pennsylvanie. Il était composé de neuf matchs parmi lesquels une rencontre entre Eddy Guerrero et Super Crazy pour le IWA Intercontinental Heavyweight Championship ainsi qu’un Triple Threat match entre Christopher Daniels, Bryan Danielson et Low Ki, qui sont désormais connus comme les ‘pères fondateurs de la ROH’. Durant sa première année d’existence, la ROH s’est limitée à un nombre restreint de shows. Dix shows se déroulèrent à Philadelphie, deux eurent lieu à Wakefield dans l’état du Massachusetts et un show prit place dans le Queens, à New York.
En 2003, la Ring of Honor élargit son champ d’action en se produisant dans les États de l’Ohio, du New Jersey, du Connecticut et du Maryland. C’est aussi le début d’une renommée internationale puisque la ROH coproduit un évènement avec la Frontier Wrestling Alliance à Londres, en Angleterre.

### 2004: Controverse Rob Feinstein
En 2004, le fondateur Rob Feinstein est pris en flagrant délit de sollicitation à caractère sexuelle de mineur sur Internet dans un piège tendu par des militants anti-pédophilie. Il quitte de fait la fédération en juin. À la suite de cette affaire, la Total Nonstop Action Wrestling refuse à ses lutteurs sous contrat (notamment AJ Styles et Christopher Daniels) d’apparaître dans les shows de la Ring of Honor. Doug Gentry rachète les parts de Feinstein avant de revendre la fédération à Cary Silkin plus tard dans l’année. La Ring of Honor démarre alors sa propre commercialisation de DVD via son magasin en ligne. On y retrouve les shows ainsi que différentes shoot interviews avec les lutteurs et manageurs de la fédération. De plus, le magasin vend un certain nombre de marchandises provenant d’autres compagnies y compris les DVD de promotions concurrentes.

### 2005-2009: Internationalisation et premiers pay-per-view

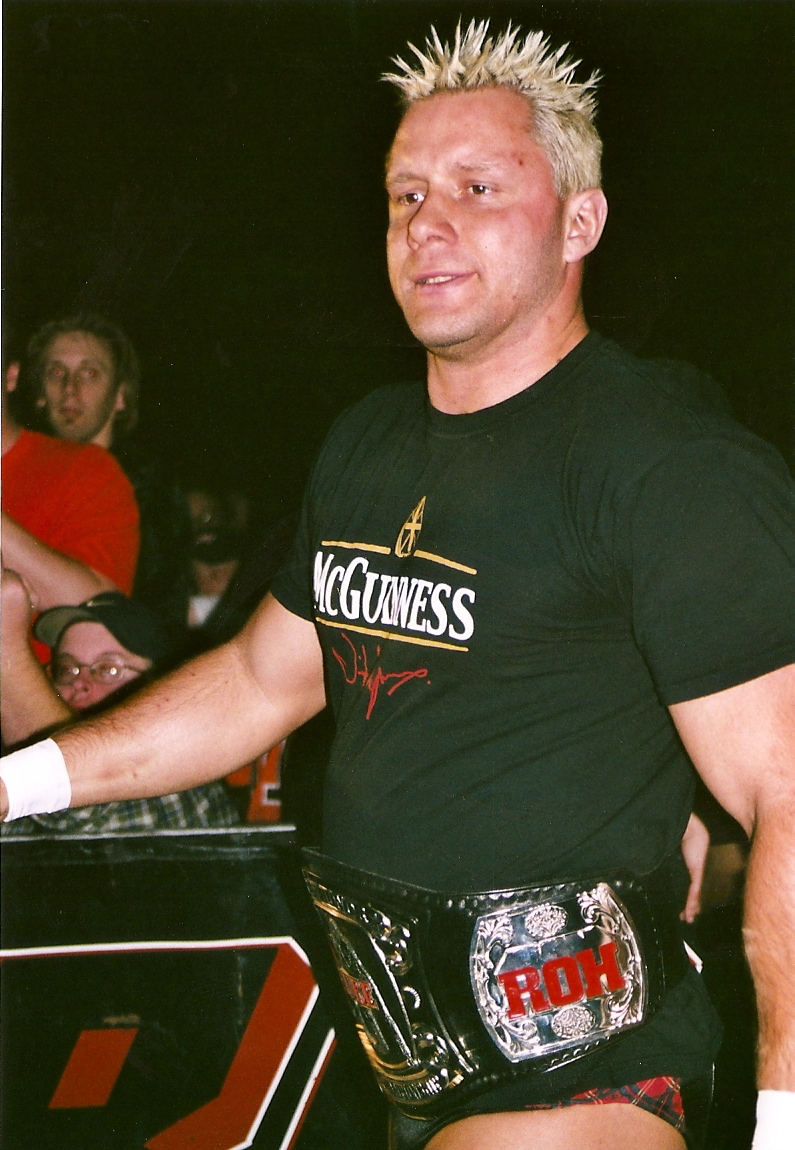
Nigel McGuinness a perdu son ROH Pure Championship en Angleterre.

Le 12 août 2006, Bryan Danielson unifie le ROH Pure Championship avec le titre mondial en battant Nigel McGuinness lors d'un show à Liverpool en Angleterre. C'est la première fois qu'un titre de la fédération change de main en dehors du territoire américain.
Le 23 janvier 2007, les officiels de la fédération annoncent l’organisation de shows au Japon. Le 16 juillet de la même année se déroule l’évènement Live In Tokyo coproduit avec la Pro Wrestling NOAH. Le lendemain, la ROH présente un nouvel évènement à Osaka en partenariat avec la Dragon Gate. Peu de temps après, la ROH devient la première fédération américaine dont tous les titres sont détenus par des lutteurs non-américains : le ROH World Tag Team Championship est aux mains de Naruki Doi et Shingo pendant que la star de la Pro Wrestling NOAH Takeshi Morishima décroche le ROH World Championship.
En mai 2007, la fédération annonce la signature d’un contrat avec G-Funk Sports & Entertainment. Cet accord offre à la ROH une exposition en paiement à la séance et en VOD par l’intermédiaire des réseaux In Demand Networks, TVN et The Dish Network. L’accord prévoit la diffusion de six shows en Pay-per-view. À la suite de cette entente, la TNA interdit immédiatement à ces lutteurs sous contrat (Austin Aries et Homicide) d’apparaître dans les shows ROH, bien que ces derniers soient depuis retournés à la Ring of Honor. Le premier pay-per-view, intitulé Respect is Earned, fut enregistré le 12 mai et diffusé le premier juillet sur  The Dish Network. Le contrat de six shows en PPV sera plus tard reconduit pour six shows supplémentaires.
La Ring of Honor continue son expansion durant l'année 2008. Elle fait ses débuts à Orlando, en Floride le 28 mars lors de Dragon Gate Challenge II, en Virginie le 9 mai pour Southern Navigation et à Toronto au Canada le 25 juillet pour l’évènement appelé Northern Navigation. Le 10 mai 2008, la ROH bat son record d’affluence lors du show A New Level organisé à l’Hammerstein Ballroom de New York. D’autres shows sont planifiés plus tard dans l’année dans d’autres états du pays comme le Missouri ou le Tennessee. Un show prendra également place à Montréal, au Québec. Le 26 octobre 2008, la fédération annonce le départ du booker en chef Gabe Sapolsky. Il sera remplacé par Adam Pearce.

### 2009-2011: Apparitions télévisuelles
Le 26 janvier 2009, la Ring of Honor trouve un accord avec HDNet Fights pour la diffusion d’un programme hebdomadaire. Les premiers enregistrements de l’émission Ring of Honor Wrestling eurent lieu le 28 février et le 1er mars 2009 à Philadelphie. Après un an de présence hebdomadaire sur la chaine HDNet, la ROH annonce la création d’un nouveau titre appelé le ROH World Television Championship. À cause de la tempête qui secoua l’Amérique du Nord, le tournoi organisé pour l’occasion se termina avec un mois de retard pour finalement couronner Eddie Edwards qui battu Davey Richards en finale.
Le 15 août 2010, la Ring of Honor remplaça Adam Pearce par Hunter Johnston au poste de booker en chef. Johnston luttait jusqu’alors dans la fédération sous les traits de Delirious. Le 8 septembre, la Ring of Honor et la Ohio Valley Wrestling annoncent un partenariat de travail entre les deux compagnies.

### 2011-2013: Arrivée de Sinclair Broadcast Group

Logo actuel de la fédération, depuis son rachat par Sinclair Broadcast Group.

La fin de l’émission Ring of Honor Wrestling est annoncée le 11 janvier 2011 à la suite de l’expiration du contrat de deux ans avec HDNet. Les derniers enregistrements du show ont lieu les 21 et 22 janvier. L’épisode final a été diffusé le 4 avril 2011.
Le 21 mai, la Ring of Honor est rachetée par Sinclair Broadcast Group. L’ancien propriétaire de la ROH, Cary Silkin, se voit attribuer le rôle de président de la compagnie. Le rachat permet l’attribution d’une nouvelle émission télé qui a débuté le 24 septembre 2011 sur les ondes du groupe Sinclair.

### 2014-2019: Partenariat avec la New Japan Pro Wrestling et expansion télévisuelle
La ROH effectue de nombreuses collaborations avec les fédérations de catch telles que la All Japan Pro Wrestling ou la Pro Wrestling NOAH. Cependant, pour la première fois, la ROH organise en collaboration avec la New Japan Pro Wrestling deux pay-per-view en mai 2014, Global Wars et War of the Worlds, où les catcheurs américains et japonais ont défendu leurs titres.
Le 22 juin 2014 se deroula le pay-per-view Best in the World 2014 qui fut pour la première fois retransmis en direct sur le câble et via satellite,.
Le 3 juin 2015, la fédération a signé un contrat avec la chaîne télévisuelle Destination America d'une durée de 26 semaines pour diffuser chaque semaine les épisodes de Ring of Honor Wrestling. Le contrat n'étant pas renouvelé avec cette chaîne, la fédération trouve un nouveau contrat télévisuel avec la chaîne Comet (en), quelques mois après la signature d'un autre contrat avec la chaîne française l'Equipe 21. En décembre, la fédération annonce un partenariat avec la Pro Wrestling Guerrilla.
Fin 2016, après plus de 20 spectacles dans l'histoire de la ROH dans ces lieux, la fédération passe une convention avec le Manhattan Center pour réaliser ses spectacles plus régulièrement dans cette salle .

### 2019-2022: Départs, effects du COVID-19 et Interruption
Début 2019, Cody Rhodes, The Young Bucks et plusieurs autres talents ont quitté l'entreprise pour lancer leur propre promotion, All Elite Wrestling (AEW). Le départ du meilleur talent de Ring of Honor pour AEW a été considéré par de nombreux journalistes et commentateurs de catch comme le début d'un déclin pour la promotion en 2019.
Le 27 octobre 2021, Ring of Honor a annoncé qu'il ferait une pause après Final Battle en décembre, avec un retour provisoirement prévu pour avril 2022. Tous les membres du personnel seraient également libérés de leurs contrats dans le cadre des plans visant à "réimaginer" le l'entreprise en tant que « produit axé sur les fans ».

### 2022-...: Rachat par Tony Khan
Le 2 mars 2022, Tony Khan annonce qu'il a acheté Ring of Honor au Sinclair Broadcasting Group ; y compris ses actifs de marque, sa propriété intellectuelle et sa vidéothèque, entre autres. Khan a également annoncé qu'il avait l'intention de mettre la bibliothèque ROH à la disposition du public dans son intégralité.

## Code de l'honneur

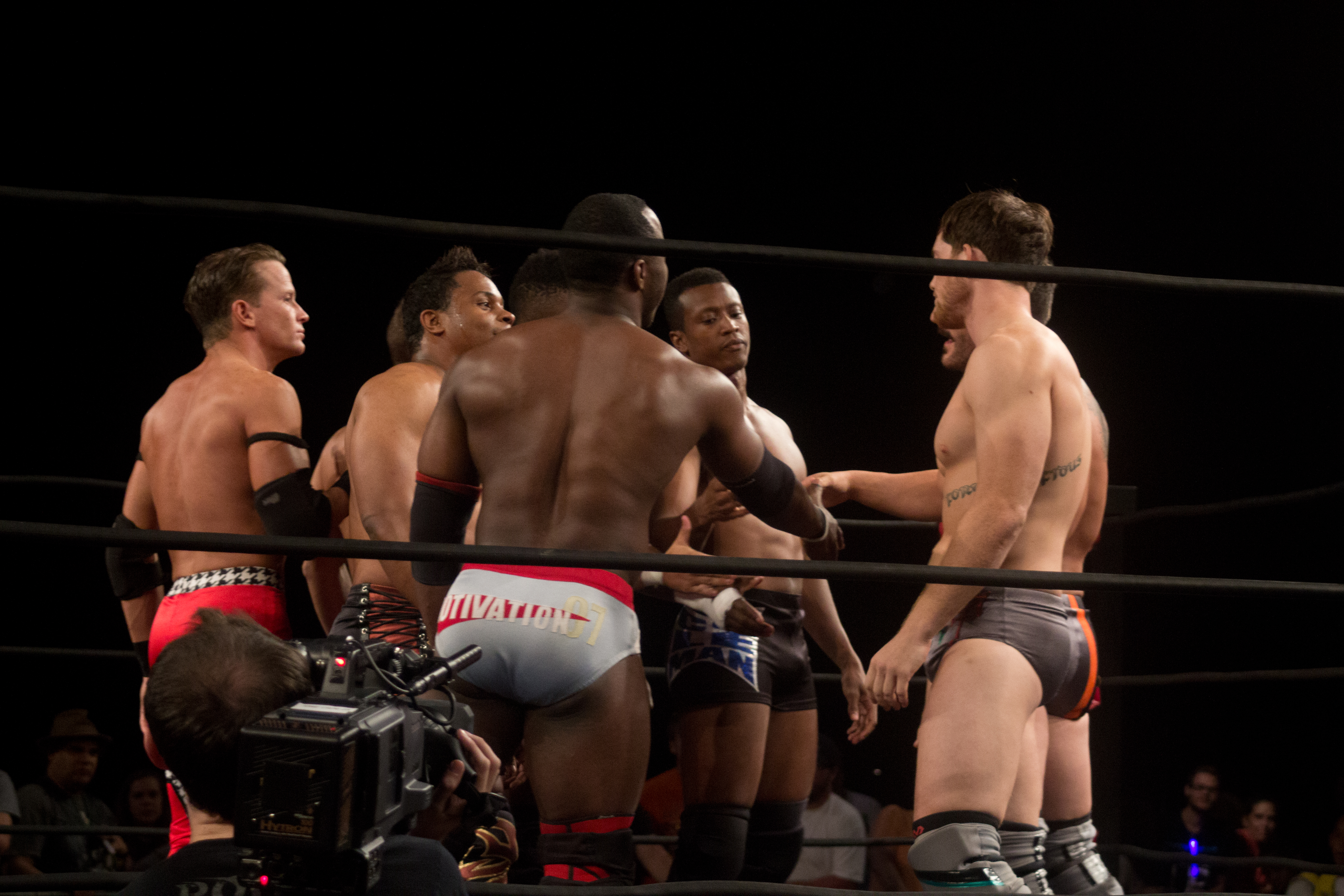
Illustration du Code de l'honneur avant un match en septembre 2013.

La ROH se distingue des autres promotions de lutte à travers le Code de l'honneur. Il s’agit d’une série de règles que doivent suivre les lutteurs durant leurs matchs. Le Code de l'honneur s’inspire de la lutte japonaise, le Puroresu. Initialement, le Code de l’honneur regroupait cinq lois :
1. Les lutteurs doivent se serrer la main avant et après chaque match.
2. Pas d'interférence extérieure.
3. Pas d'attaque dans le dos.
4. Ne pas s'en prendre aux officiels.
5. Toute action ayant pour résultat la disqualification viole le Code de l'honneur.

Le Code de l’honneur (en particulier ses trois premières règles) servait à mettre en avant les lutteurs rebelles de la fédération. Ainsi, Christopher Daniels se servait de la première loi pour se mettre à dos le public. Daniels et son clan, The Prophecy, refusaient systématiquement de serrer la main de leurs adversaires.
Au début de l’année 2004, Gabe Sapolsky, alors booker en chef, sentait que le concept de Code de l’honneur arrivait à bout de souffle. Si bien que les lutteurs ne devaient plus respecter ce code à la lettre. Le Code de l’honneur a été modifié :
1. Les lutteurs peuvent se serrer la main avant et après chaque match s’ils respectent leur(s) adversaire(s).
2. Toujours atteindre le plus haut niveau de lutte.
3. Respecter les officiels.

## ROH Wrestling Academy
La Ring of Honor possède sa propre école de lutte : la ROH Wrestling Academy à Bristol en Pennsylvanie. Depuis 2009, Delirious et Daizee Haze sont les entraineurs en chef de l’école, succédant à d’anciens champions comme CM Punk, Austin Aries et Bryan Danielson. De nombreux jeunes lutteurs de l’école participent à des shows sur le circuit indépendant aux États-Unis, y compris dans certains shows de la Ring of Honor.

## Style de lutte
Contrairement à la World Wrestling Entertainment (WWE), qui s'intéresse plus à l'apparence physique, à l'habileté à parler au micro et aux gimmicks (personnages), la ROH se concentre plus sur des matchs techniques présentés par des lutteurs moins imposants mais très doués techniquement. Les matchs sont généralement plus longs que ceux présentés dans les autres fédérations et mettent en avant la condition physique des lutteurs. À l’instar des fédérations nipponnes, les ceintures sont largement mises en avant et représentent le but pour tous les lutteurs de la compagnie.
La plupart des matchs désignés comme étant les meilleurs de ces dix dernières années aux États-Unis ont eu lieu à la ROH. Le journaliste Dave Meltzer, attribua 5 étoiles à la rencontre Samoa Joe vs CM Punk (un match d’une heure qui eut lieu lors de Joe vs Punk II le 16 octobre 2004), ainsi qu'au match Samoa Joe vs Kenta Kobashi (le 1er octobre 2005) et au duel opposant Blood Generation à Do Fixer (deux clans de lutteurs appartenant à la Dragon Gate) lors du show Supercard of Honor du 31 mars 2006. Le 31 mars 2012, Michael Elgin et Davey Richards reçoivent également cet honneur pour leur affrontement lors du show Showdown in the Sun. Avant le match de Joe vs Punk II, le dernier match américain qui reçut cinq étoiles par Meltzer remontait à 1997.

## Women of Honor
Pour la division féminine, la ROH fait appel à la SHIMMER Women Athletes. Les ceintures de la SHIMMER sont reconnues. De nombreuses catcheuses issues de cette fédération comme Sara Del Rey, Daizee Haze ou encore MsChif ont combattu dans des shows de la ROH.
Toutefois, la fédération tente d'établir sa propre division féminine depuis 2015, appelée "Women of Honor", en recrutant O.D.B. et Taeler Hendrix ou en formant de nouvelles catcheuses telles que Mandy León ou Veda Scott.
En 2018, la fédération inaugure son propre championnat féminin, dont Sumie Sakai devient la première championne.

## Championnats actuels
| Championnats                              | Champion(s)                                                                | Anciens champion(s)                          | Jours      | Date de victoire | Lieu                                   | Show                       |
| ----------------------------------------- | -------------------------------------------------------------------------- | -------------------------------------------- | ---------- | ---------------- | -------------------------------------- | -------------------------- |
| ROH World Championship                    | Bandido (2)                                                                | Chris Jericho (2)                            | 99 jours+  | 6 avril 2025     | Philadelphie, Pennsylvanie, Etats Unis | AEW Dynasty                |
| ROH World Tag Team Championship           | The Sons of Texas (Dustin Rhodes & Sammy Guevara) (1)                      | The Kingdom (Mike Bennett et Matt Taven) (3) | 331 jours+ | 17 août 2024     | Arlington, Texas, Etats Unis           | AEW Collision              |
| ROH World Television Championship         | Nick Wayne (1)                                                             | Komander (1)                                 | 88 jours+  | 17 avril 2025    | Boston, Massachusets, Etats Unis       | AEW Collision              |
| ROH Pure Championship                     | Lee Moriarty (1)                                                           | Wheeler Yuta (3)                             | 353 jours+ | 26 juillet 2024  | Arlington, Texas, Etats Unis           | Death Before Dishonor      |
| ROH World Six-Man Tag Team Championship   | The Sons of Texas (Dustin Rhodes, Marshall von Erich & Ross von Erich) (1) | Vacant                                       | 353 jours+ | 26 juillet 2024  | Arlington, Texas, Etats Unis           | AEW Battle of the Belts XI |
| ROH Women's World Championship            | Athena (1)                                                                 | Mercedes Martinez (1)                        | 947 jours+ | 10 décembre 2022 | Arlington, Texas, Etats Unis           | Final Battle 2022          |
| ROH Women's World Television Championship | Billie Starkz (1)                                                          | Première                                     | 465 jours+ | 5 avril 2024     | Philadelphie, Pennsylvanie, Etats Unis | Supercard of Honor         |

### Anciens championnats
| Championnats                      | Dernier champion | Adversaire(s) | Date de victoire | Lieu                       | Show                 |
| --------------------------------- | ---------------- | ------------- | ---------------- | -------------------------- | -------------------- |
| ROH Number One Contender's Trophy | Matt Striker     | Vacant        | 13 mars 2004     | Elizabeth, New Jersey      | At Our Best          |
| ROH Top of the Class Trophy       | Rhett Titus      | Ernie Osiris  | 7 juin 2008      | Philadelphie, Pennsylvanie | Respect is Earned II |
| Women of Honor World Championship | Kelly Klein      | Angelina Love | 12 octobre 2019  | New Orleans, Louisiane     | Globy by Honor XVII  |

### Autres accomplissements
| Accomplissements        | Dernier(s) vainqueur(s)         | Vainqueur(s) précédent(s)             | Date de victoire | Lieu                 |
| ----------------------- | ------------------------------- | ------------------------------------- | ---------------- | -------------------- |
| Survival of the Fittest | Marty Scurll                    | Punishment Martinez                   | 4 novembre 2018  | Columbus, Ohio       |
| Top Prospect Tournament | Josh Woods                      | Lio Rush                              | 8 avril 2017     | Baltimore, Maryland  |
| Tag Wars                | Beer City Bruiser & Silas Young | reDRagon (Kyle O'Reilly & Bobby Fish) | 12 juin 2016     | Milwaukee, Wisconsin |

### Pay-Per-View de la ROH
| Mois  | Évènement          | Date         | Ville                              | Main Event |
| ----- | ------------------ | ------------ | ---------------------------------- | ---------- |
| Avril | Supercard of Honor | 31 mars 2023 | Los Angeles, Californie États-Unis |            |

## Diffusion
États-Unis
- Ring of Honor Wrestling le week-end dans 22 états sur les chaînes de Sinclair Broadcast Group (horaires variables selon les états).
- Ring of Honor Wrestling et pay-per-view sur Comet (en) les mercredis à 23 h/0 h.

 Canada -  Québec :
- Ring of Honor Wrestling sur The Fight Network[12].
- La lutte à RDS au Réseau des sports (RDS)

 Japon : 
- Ring of Honor Wrestling sur Samurai TV.

## Sources
- (en) Cet article est partiellement ou en totalité issu de l’article de Wikipédia en anglais intitulé « Ring of Honor » (voir la liste des auteurs).

1. ↑  (en) « ROH DEBUTS ON LIVE PPV W/ BEST IN THE WORLD 2014 - SUNDAY JUNE 22 », Ring of Honor (consulté le 22 mai 2014)
2. ↑  (en) « ROH News: ROH To Debut On Live PPV In June Starting With Best In The World 2014 » [archive du 22 mai 2014], Wrestle Enigma (consulté le 22 mai 2014)
3. ↑  (en) « ROH NEWS: ROH announces length of Dest. America TV deal », PWTorch (consulté le 25 septembre 2015)
4. ↑  (en) « RING OF HONOR TO AIR NATIONALLY ON COMET STARTING DECEMBER 2ND », Ring of Honor (consulté le 19 novembre 2015)
5. ↑  (en) « RING OF HONOR ENTERS AGREEMENT WITH PRO WRESTLING GUERRILLA », Ring of Honor (consulté le 14 décembre 2015)
6. ↑  (en) « Future is bright for Ring of Honor after 'Final Battle' card », ESPN (consulté le 12 aout 2017)
7. ↑  https://www.fightful.com/wrestling/roh-talent-contracts-won-t-be-renewed-end-2021-contracted-talent-will-still-be-paid
8. ↑  « Ring of Honor Forming Women's Wrestling Division? », DailyDDT (consulté le 23 septembre 2015)
9. ↑  « THE NEXT GENERATION OF THE WOMEN OF HONOR ARE COMING TO THE RELOADED TOUR », Ring of Honor (consulté le 24 septembre 2015)
10. ↑  (en) « 4/7 ROH Supercard Of Honor XII PPV report: Live coverage including Cody vs. Omega, Castle vs. Scurll for world title, first Women Of Honor Champion », PWTorch (consulté le 20 décembre 2019)
11. ↑  (en) « ROH “Charm City Excellence” 04/08/17 TV Tapings *Spoilers* », PWPonderings (consulté le 31 juillet 2017)
12. ↑  « FIGHT NETWORK PARTNERS WITH RING OF HONOR TO AIR WEEKLY TV SERIES ACROSS CANADA », Ring of Honor (consulté le 18 avril 2016)